# МТФ 3
МТФ 3 (каз. МТФ 3) — село у складі Алакольського району Жетисуської області Казахстану. Входить до складу Ушаральської міської адміністрації.
У радянські часи село називалося Талапкер.
Населення — 150 осіб (2021; 108 у 2009, 165 у 1999, 268 у 1989).